# San Pedro Tlachichilco
San Pedro Tlachichilco es una localidad de México perteneciente al municipio de Acaxochitlán en el estado de Hidalgo.

## Toponimia
San Pedro es en honor al santo patrono de la localidad San Pedro. Tlachichilco es una palabra náhuatl que significa "En la tierra colorada", de tlalli que significa “tierra”, chiltic que significa “colorado” y co locación de lugar que significa “en”.

## Geografía
La localidad se encuentra localizada en las coordenadas geográficas 20°9′38.056″N 98°15′47.041″O / 20.16057111, -98.26306694, con una altitud de 2183 m s. n. m. Se encuentra a una distancia aproximada de 7.50 kilómetros al oeste de la cabecera municipal, Acaxochitlán. Se encuentra en la región geográfica de la Valle de Tulancingo.
En cuanto a fisiografía se encuentra dentro de la provincia del Eje Neovolcánico dentro de la subprovincia de Lagos y Volcanes de Anáhuac; su terreno es de sierra. En lo que respecta a la hidrología se encuentra posicionado en la región Pánuco, dentro de la cuenca del río Moctezuma, en la subcuenca del río Metztitlán. Cuenta con un clima templado subhúmedo con lluvias en verano, de mayor humedad.

## Demografía

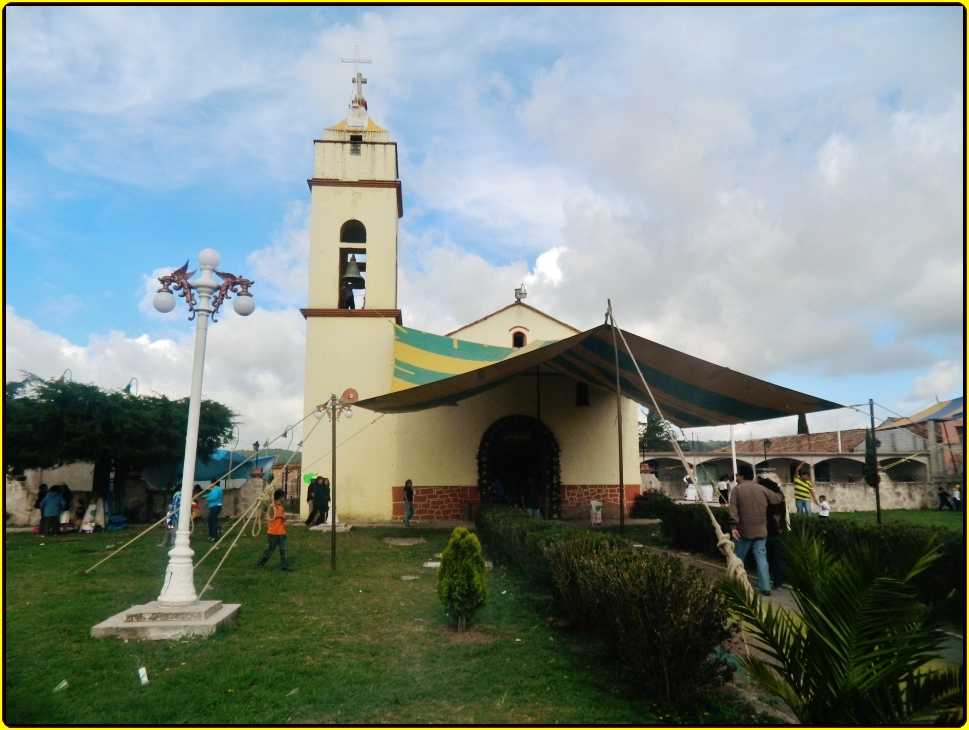
Templo de San Pedro Tlachichilco.

En 2020 registró una población de 2318 personas, lo que corresponde al 5.03 % de la población municipal. De los cuales 1096 son hombres y 1222 son mujeres. Tiene 567 viviendas particulares habitadas.
| Gráfica de evolución demográfica de San Pedro Tlachichilco entre 1900 y 2020                 |
|                                                                                              |
| Población de los censos y conteos del Instituto Nacional de Estadística y Geografía (INEGI). |